# Globaltrade.net
 (janvier 2023).
GlobalTrade.net est une entreprise qui propose une place de marché B2B de services pour l'import export sur un site internet.
Site du marché export, GlobalTrade.net est issu de partenariats entre des agences publiques du commerce extérieur et la Fédération des Associations du Commerce International (FITA)  pour fournir sur internet des services aux PME exportatrices, aux prestataires internationaux, aux consultants et agents import export.

## Historique
- 2009 : partenariat public-privé (PPP) avec l'US Commercial Service (USCS) [3], agence du commerce extérieur des États-Unis, et partenariats avec des associations et des places de marché B2B.

- Août 2010 : PPP avec l'UKTI, l’agence gouvernementale du Royaume-Uni au service des exportateurs et des investisseurs étrangers.
- Novembre 2010 : ouverture au public
- Février 2011 : accord avec Hong Kong TDC, l'agence publique chargée de promouvoir Hong Kong comme centre d'affaires pour la Chine et l'Asie.

## Services aux PME pour l'import export
Place de marché de services offrant des études gratuites aux PME pour l'import-export, Globaltrade.net est issu du partenariat de deux organismes importants du secteur  :
- L’USCS est une unité de l’International Trade Administration, l’agence gouvernementale américaine chargée de promouvoir les exportations non agricoles. L’USCS offre aux PME exportatrices des services : études de marché export, soutien lors de salons, introductions auprès d’importateurs, de prestataires et d'agents import export, conseils, formation …
- La FITA regroupe 450 associations nord-américaines (États-Unis, Canada, Mexique) qui représentent plus de 450 000 intervenants dans l’import-export. Son site www.fita.org est une source d'informations gratuites, notamment des liens vers plus de 8 000 sites sur l’import-export, 99 fiches pays (barrières douanières, fiscalité, législation ...) et des offres d'emploi.

Par ce partenariat, Globaltrade offre aux PME exportatrices / importatrices et aux prestataires internationaux des services gratuits : études de marché export, conseils sur le commerce international et les bases de données mondiales pour les PME : prestataire internationaux et agents import export. Cet accord a été renforcé par des partenariats avec l'UKTI, Hong Kong TDC, des associations, des établissements d'enseignement supérieur et des places de marché du secteur import export.
Associations partenaires de services import-export :
- TABID, organisation pour faciliter le commerce entre les États-Unis et la Turquie,
- ELAN, réseau gratuit d'avocats au service des nouveaux exportateurs, parrainé par l'US SBA, l'administration américaine pour les PME,
- NASBITE International, association nationale des formateurs en commerce international pour les PME (États-Unis),
- OWIT, Organisation des femmes en commerce international (mondial),
- NEXCO, association nationale des sociétés exportatrices (États-Unis),
- VITA, association de la Vallée de San Fernando (Californie) pour le commerce international,
- World Trade Center New Orleans
- FITT (Forum pour la formation en commerce international) au Canada

Places de marché B2B partenaires :
Place de marché B2B de services internationaux, Globaltrade a passé des accords de partenariat avec deux places de marché B2B, Alibaba.com (Chine) et Thomasnet (États-Unis), ainsi qu'un annuaire B2B, Kompass (Europe), classés mondialement 1er, 18e et 13e annuaires par le site bridgat.com (juin 2011). Avec plus de 5,6 millions de membres dans le monde, Alibaba.com est la principale place de marché import-export. Filiale du groupe chinois Aligroup, cette place marche particulièrement bien car elle bénéficie du dynamisme des exportations chinoises.

## Étude de marché export et conseil sur le commerce extérieur
Grâce à ses partenariats, Globaltrade diffuse plusieurs milliers de publications gratuites (étude de marché export, conseil ...) de l'US Commercial Service, du Foreign Agricultural Service, de l'UKTI, d'Agriculture et Agroalimentaire Canada, de Hong Kong TDC et d'autres organismes partenaires. Destinées à faciliter l'exportation pour les PME, elles contiennent des études de secteur par pays et des conseils pratiques pour aborder chaque marché export. Ces publications offrent un intérêt pour les exportateurs français. Ainsi une étude de l'USDA "le marché du vin en Chine"  montre pourquoi la France a développé l'exportation du vin en Chine : montée en gamme et forte augmentation de la consommation, supérieure à celle de la production de vin local, ont obligé à importer du vin en Chine.
- Les agences du commerce extérieur publient beaucoup de conseils pratiques, comme exporter des services et produits, traiter avec un agent import, les barrières douanières, l'investissement direct à l'étranger, le secteur des consultants pour une cinquantaine de pays ou Signer une convention avec un agent commercial import export de HKTDC. Elles publient aussi des rapports d'activité comme Forte hausse en 2010 des exportations de vin en Chine par les États-Unis. Ces renseignements sont accessibles par pays, ou globalement par la fonction recherche (search) en demandant par exemple  "barrier", "tariffs", "investing", "consultant" ou "agent agreement".

- Les études des universités portent plus sur l'économie d'un secteur et/ou d'un pays, comme la publication de Cristal Chang (Berkeley) : l'émergence des constructeurs automobiles privés en Chine [6].

- Les experts import export publient des conseils dans leur secteur comme contrats avec des agents import américains, ou établir une filiale à 100 % en Chine par un consultant export. Certains peuvent même être très brefs comme « Les huit signes avant-coureurs d'une escroquerie chinoise »[7] publié par un prestataire d'aide pour une implantation chinoise.

En juillet 2011, plus de 15 000 publications étaient présentes sur le site.
Consultation des études de marché internationales :
Leur diffusion est gratuite et ouverte à tous. Les études sont classées au travers d'un double critère de tri, par pays (226), et par thème (topic) ou industrie afin d'accéder très rapidement en cas de recherche précise. Le site offre la possibilité de demander, pour chaque rubrique, une alerte par email en cas de nouvelle publication.

## Prestataire et agent import export pour les PME
Globaltrade propose deux services pour offrir de la visibilité à un prestataire ou agent import export auprès des PME exportatrices :
- La possibilité de publier des contributions : point de vue d'expert, conseil ou information, sous réserve de validation par l’équipe de rédaction de Globaltrade. Cette publication offre aux prestataires un double intérêt direct de visibilité internationale :
  - Les contributions des prestataires sont disposées parmi celles des agences gouvernementales,
  - Dans une colonne à droite des études, sont mentionnés les experts de la rubrique ayant contribué, avec un lien.
- Une base de données de prestataires et agents import export, où ceux-ci peuvent créer un profil à destination des PME.

De plus le profil et les publications du prestataire sont visibles sur les moteurs de recherche comme Google, Bing, Yahoo et Ask.

## Bases de données de prestataires de services et d'agents import-export
Globaltrade constitue une base de données gratuite avec l'aide de ses partenaires. 
Les PME exportatrices ou importatrices pourront y choisir :
- un distributeur ou agent import export : agent commercial import export, agent commissionnaire, courtier import export, société d'import-export
- un prestataire international :  cabinet d'études de marché, société de financement du commerce extérieur, banque, assureur crédit-export, entreprise de traduction, de contrôle de qualité,  avocat en commerce international, comptable, fiscaliste, courtier en douane, entreprise de transport international,  expert en agréage, commissionnaire de transport, transitaire mandataire international, commissionnaire en douane, agent déclarant en douane, agent consignataire de navire, société de service groupage dégroupage international, entreprise d'empotage dépotage conteneur, agent de logistique du commerce international, société de service logistique inverse, entrepositaire, agent de transit import export, prestataire de services pour la gestion d'opérations administratives, agent immobilier, agence de voyages, centre de congrès, organisateur de salon export...
- un consultant export : consultant en marketing, intelligence économique, environnement, sécurité ou gestion de personnel, conseil en stratégie, société de conseil en achats et approvisionnement,conseil en propriété industrielle, conseil en logistique, consultant en implantation à l'étranger ...

En juillet 2011, les prestataires internationaux les plus représentés dans la base de données étaient (par ordre décroisant) :
- parmi les pays : États-Unis, Inde, Chine, Royaume-Uni, Égypte, Mexique, Japon, Canada, Allemagne, France, Italie,  Brésil, Australie, Turquie.
- parmi les prestataires français : gestion d'entreprise, marketing et communication, transport et logistique, financement du commerce extérieur, agents et distributeurs.

Les prestataires ou agents import export qui désirent augmenter leur visibilité peuvent proposer une étude. Les prestataires des rubriques Inde, États-Unis et Chine sont ceux qui ont le plus utilisé cette faculté.